# Ettore Fieramosca (film, 1915)
Pour les articles homonymes, voir Ettore Fieramosca (homonymie).
Pour plus de détails, voir Fiche technique et Distribution.
Ettore Fieramosca est un film italien réalisé par Domenico Gaido et Umberto Paradisi (it), sorti en 1915. Ce film muet en noir et blanc est la deuxième adaptation cinématographique d'un roman de Massimo d'Azeglio, Ettore Fieramosca o La disfida di Barletta écrit en 1833).  

## Synopsis
Le « défi de Barletta » un tournoi de chevalerie qui opposa à Trani en 1503, 13 chevaliers français à autant de chevaliers italiens dirigés par le condottiere Ettore Fieramosca.

## Fiche technique
- Titre original : Ettore Fieramosca
- Réalisation : Domenico Gaido & Umberto Paradisi (it)
- Sujet : Massimo d'Azeglio, d'après son roman historique Ettore Fieramosca o La disfida di Barletta
- Société de production : Pasquali & C.
- Pays d'origine :  Royaume d'Italie
- Langue : italien
- Format : Noir et blanc – 1,33:1 – 35 mm – Muet
- Genre : film historique
- Longueur de pellicule : 1 575 m (5 bobines)
- Année : 1915
- Dates de sortie :
  -  Royaume d'Italie : mai 1915
- Autres titres connus :
  -  Espagne : Hector Fieramosca

## Distribution
- Giovanni Cimara (it) : Ettore Fieramosca
- Laura Darville : Ginevra di Monreale
- Nello Carotenuto : Grajano d'Asti
- Domenico Gambino
- Gustavo Serena